# Soldadura de termoplásticos avanzados
Con el presente artículo se pretende realizar una clasificación, así como una descripción, de las principales características de los procesos de soldadura más relevantes empleados actualmente en materiales termoplásticos avanzados.

## Introducción
Desde finales del siglo XX hasta la actualidad, los materiales compuestos han estado en continua evolución. Esto ha servido para proporcionar un gran desarrollo a industrias de diversa índole.
Hasta hace relativamente poco tiempo, los materiales compuestos poliméricos estaban formados por el refuerzo del material correspondiente y la matriz de material polimérico termoestable. Los motivos para emplear estos últimos eran, entre otros, mejores propiedades mecánicas y menores temperaturas de proceso para alcanzar unas condiciones de viscosidad admisibles.
Las investigaciones y estudios realizados en el campo de los polímeros termoplásticos han llevado a la obtención de nuevos materiales más fáciles de procesar que las típicas resinas termoestables y con mejores propiedades mecánicas que los termoplásticos domésticos, éstos son los termoplásticos avanzados.

## Termoplásticos

### Clasificación

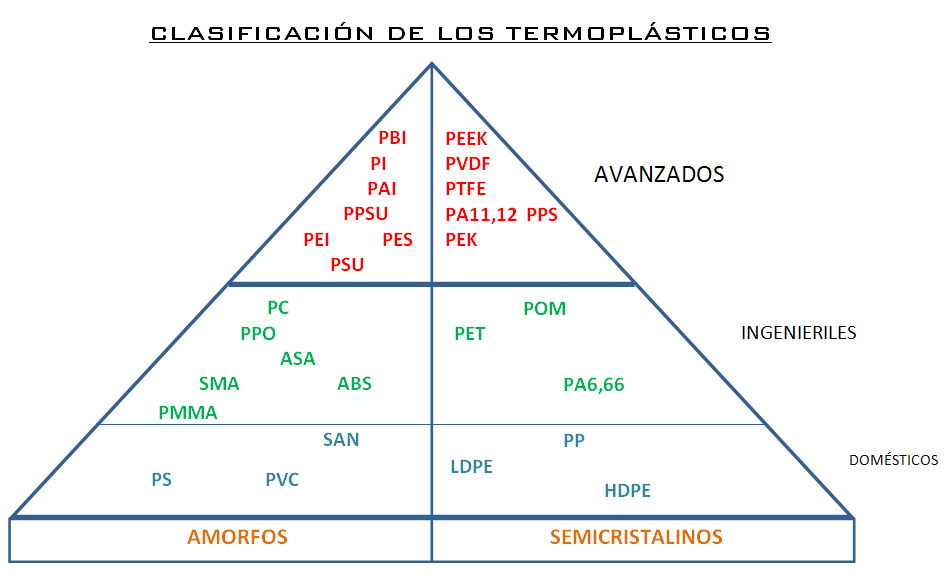
Clasificación de los termoplásticos

Si bien los polímeros termoplásticos básicos son ampliamente conocidos, no lo son tanto los avanzados. Por este motivo se realiza la siguiente clasificación de los plásticos más representativos de la familia distinguiendo entre amorfos y semicristalinos y, dentro de estas dos subcategorías, domésticos, ingenieriles y avanzados. 
Asimismo, mediante la tabla adjunta, se muestran características de algunos los termoplásticos avanzados más representativos y de uno de uso común, como es el PVC, para hacerse una idea de las mejoras obtenidas.
| Característica / Material                      | PBI | PEEK | PAI | PEI | PVC   |
| ---------------------------------------------- | --- | ---- | --- | --- | ----- |
| Temperatura de transición vítrea (°C)          | 425 | 143  | 285 | 215 | 80    |
| Temperatura de fusión (°C)                     | -   | 343  | -   | -   | ~150  |
| Temperatura máxima de servicio (pico) (°C)     | 500 | 310  | 270 | 200 | -     |
| Temperatura máxima de servicio (continuo) (°C) | 310 | 250  | 250 | 170 | 70    |
| Resistencia a tracción (MPa)                   | 160 | 110  | 90  | 100 | 31-60 |
| Resistencia a compresión (MPa)                 | 82  | 57   | 54  | 49  | 60    |

En comparación con los termoestables presentan numerosas ventajas tales como mejores propiedades mecánicas, de resistencia al fuego, a agentes químicos y a temperaturas elevadas, así como una baja absorción de humedad. Por otro lado son reciclables, permiten su almacenamiento en condiciones ambiente, acarrean menores costes de fabricación y por último, aquella que dota de sentido a este artículo, admiten la unión de superficies mediante soldadura. En su contra tienen un elevado precio de materia prima y se requieren unas temperaturas de proceso más elevadas.

### Características
Debido a que los termoplásticos no presentan reacciones de curado, el tiempo de los ciclos de fabricación se ve disminuido a la mitad y en algunos casos a una tercera parte del requerido por termoestables. Esto presenta dos claras ventajas, por un lado disminuyen los costes al acelerar el proceso productivo y, por otro, el control de temperatura no es tan crítico; en caso de fallo del equipo no se pierde el material como ocurre con las resinas termoestables.
La posibilidad de reciclado enlaza con lo dicho anteriormente. Si se produce un error en el funcionamiento de la maquinaria, no es crítico. Debido a la reversibilidad de los procesos,  siempre que se mantenga la integridad del polímero, es posible fundir o reblandecer tantas veces como sea necesario.
Como consecuencia de estas dos características descritas aparece la posibilidad de realizar soldaduras. Este proceso introduce importantes ventajas para industrias tales como la aeronáutica, automoción o naval ya que, facilita las reparaciones, mejora las uniones hasta ahora realizadas mediante remaches o adhesivos y aumenta la fiabilidad y seguridad de las mismas.
En lo referente a las condiciones de proceso decir que, debido a la elevada viscosidad de las resinas termoplásticas, resulta difícil preparar pre-impregnados para conformado, por lo que se recurre a semi-impregnados que cumplen la misma función y presentan unos costes más moderados.
Por otra parte, las temperaturas de procesado de estos plásticos rondan los 400 °C lo que acarrea mayores inversiones en material y equipos que para el caso de termoestables.

## Soldadura

### Proceso
Los fenómenos físicos necesarios para que se produzca una unión por soldadura son una combinación de temperatura – tiempo – presión. La temperatura y tiempo aplicados en una zona del material a unir producen una fusión o reblandecimiento local en los sustratos que quedan perfectamente unidos una vez aplicada la presión necesaria.
El proceso de  soldadura consta de las siguientes etapas que se explicarán posteriormente: preparación superficial, calentamiento, consolidación y enfriamiento.

#### Preparación superficial
Al fabricar piezas con termoplásticos, éstas tienen inexorablemente restos del desmoldeante aplicado en los moldes. Para el proceso de soldadura estos restos equivalen a impurezas superficiales que dificultan tal acción, es por ello que antes de proceder a la soldadura debe realizarse una limpieza superficial, ya sea por medios mecánicos o mediante abrasivos químicos.

#### Calentamiento
En este punto se hace patente una de las grandes diferencias entre los polímeros amorfos y semi-cristalinos, ésta es, la temperatura a partir de la cual se hacen fluidos. Para los amorfos se produce una gran disminución de su viscosidad al alcanzar su temperatura de transición vítrea o Tg, sin embargo, los semi-cristalinos a su paso por la Tg no experimentan grandes cambios, teniendo que alcanzarse su temperatura de fusión o Tm para conseguir las condiciones de fluidez adecuadas. 
Las diferentes maneras de conseguir estos calentamientos, que deben ser lo más localizados posibles, son las que dan lugar a los diferentes procesos de soldadura. No se debe descuidar que si se trabaja con materiales compuestos, un calentamiento excesivo o muy amplio de la matriz puede dar lugar a distorsiones de las fibras y delaminaciones, especialmente si éstas son buenas conductoras como ocurre en el caso del carbono.

#### Consolidación

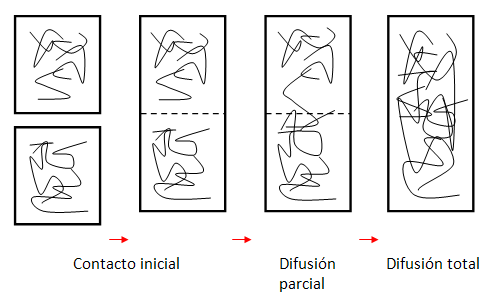
Autohesión

Esta etapa se puede decir que engloba a la de calentamiento y parte de la de enfriamiento. Está caracterizada por la aplicación de una presión, que comienza con la elevación de la temperatura y que termina una vez la matriz alcanza consistencia suficiente durante el enfriamiento. 
Para que exista una correcta unión debe haber lo que se denomina contacto íntimo (líquido – líquido) entre sustratos, donde la resina, fluyendo, empuja fuera de la entrecara el aire atrapado. Acto seguido se produce una difusión intermolecular entre ambos sustratos llamada “autohesión”. 
El proceso se puede observar de manera más intuitiva en la figura adjunta, donde se indican el contacto íntimo inicial, seguido de una difusión parcial de las cadena poliméricas y por último la difusión completa en la que ya no hay entrecara entre ambos sustratos.
Ha de tenerse en cuenta que los tiempos característicos de esta etapa difieren de unos materiales a otros en función de la temperatura a la que se alcance la viscosidad adecuada. 
En general, los polímeros amorfos requieren mayores tiempos de consolidación cuanto más próxima esté la temperatura de proceso a la Tg, mientras que para los semicristalinos sea cual sea la temperatura de trabajo, dentro del intervalo entre la Tm y la Tdegradación, los tiempos necesarios para una correcta consolidación son siempre menores.

#### Enfriamiento
Como su propio nombre indica en esta etapa la resina se enfría, lo que conlleva la re-solidificación de la misma. Durante esta fase es crítico mantener una presión adecuada hasta que la matriz alcanza la resistencia suficiente, ya que, de lo contrario se podrían producir delaminaciones y la operación no sería válida. 
En función de las propiedades mecánicas que se quieran conseguir (más o menos cristalinidad) se requerirá una velocidad de enfriamiento u otra, por lo que el proceso de enfriamiento debe estar en todo momento controlado.

### Métodos

#### Clasificación
Tal como se mencionó anteriormente, existen diversos métodos de soldadura que atienden principalmente al modo en que se consigue la temperatura de proceso requerida, siendo unos más convenientes que otros en función del material a soldar. Debe prestarse especial atención a las características de cada método si se trabaja con materiales compuestos, ya que se pueden producir daños en la fibra.
En función de esa forma de conseguir el calentamiento, se puede hacer la siguiente  clasificación:
- Fricción:

		Movimiento relativo (Vibración)
		Ultrasonidos
- Electromagnético/Eléctrico:

		Inducción
		Resistencia
- Radiación:

		Calor radiante (láser, infrarrojos)
Dieléctrico y microondas
- Acceso directo:

		Placa caliente o espejo
		Gas caliente

#### Movimiento relativo
La fricción entre las dos superficies a soldar es la responsable del aumento de temperatura, pudiendo ser el movimiento entre ellas lineal, circular, angular u orbital.
Dentro de esta familia es ampliamente usada la fricción por vibración, que se caracteriza por ser un movimiento lineal y de muy pequeña amplitud. 
Cuando se aplica a materiales compuestos debe tenerse en cuenta la dirección de las fibras, ya que, en caso de aplicar las vibraciones en dirección transversal a éstas puede causarse daño en las mismas.

#### Ultrasonidos
El fundamento de esta técnica sigue el mismo principio del anterior, producir calentamiento mediante vibraciones, en este caso ultrasónicas. La peculiaridad de este método es que no son los sustratos los que se mueven de forma relativa, ahora éstos se encuentran unidos bajo presión y las vibraciones se transmiten mediante un sonotrodo.
Para que los ultrasonidos tengan un mayor efecto es preciso que, en la entrecara de la unión de los sustratos, existan puntos que concentren esfuerzos y deformación. Sobre la disposición que deben seguir estas protuberancias hay multitud de investigaciones y estudios que buscan la configuración idónea según los materiales y el tipo de unión que se desee conseguir.

#### Inducción

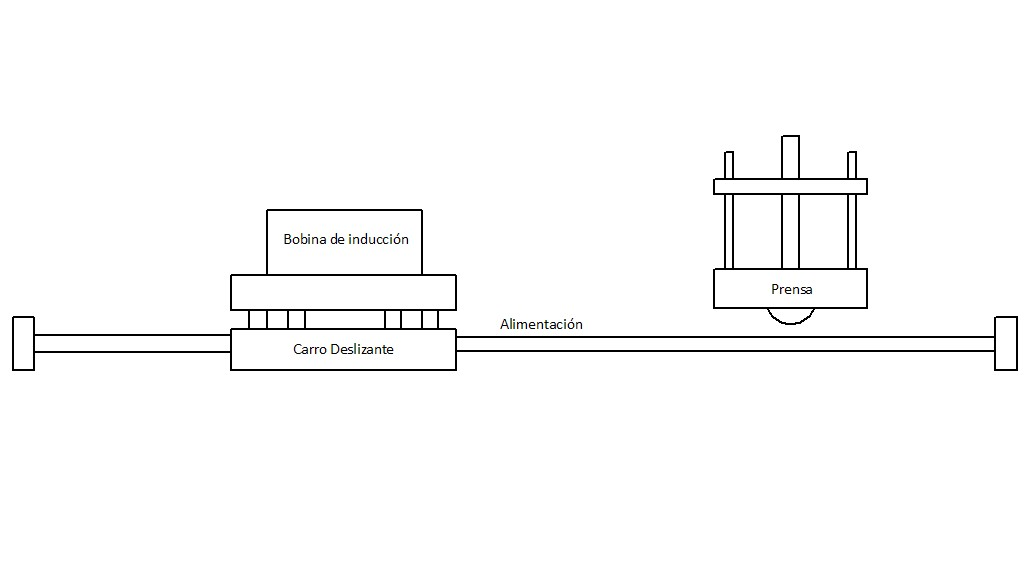
Soldadura por inducción

La soldadura por inducción es un proceso ampliamente utilizado en termoplásticos sin reforzar, si bien su uso es factible en materiales reforzados a la vista de experimentos realizados. Esta soldadura permite llevar un control estricto de la presión de consolidación mediante la prensa situada a la salida de la bobina de inducción. Si además de esto la bobina de inducción se puede desplazar a lo largo de las uniones, pueden obtenerse soldaduras de gran longitud.
El procedimiento se lleva a cabo mediante un elemento susceptible a las variaciones de un campo magnético, situado en la entrecara de los sustratos. Dependiendo de la naturaleza de dicho elemento el fenómeno físico por el cual se calienta es distinto, a saber: histéresis magnética, efecto Joule o corrientes inducidas.

#### Resistencia

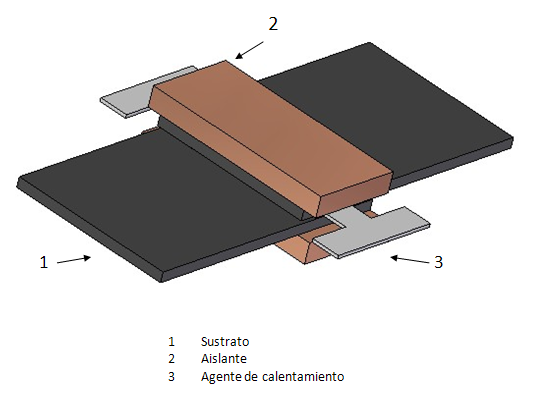
Soldadura por resistencia

En la soldadura por resistencia es necesario disponer de un elemento resistivo en la entrecara de los sustratos. La diferencia con la inducción estriba en que este elemento se calienta por efecto Joule debido al paso de una corriente eléctrica a través de él, quedando incrustado en la soldadura al final de la operación.
Es un proceso perfectamente aplicable a termoplásticos tanto reforzados como sin reforzar. Debe prestarse atención especial, en el caso de reforzados, a la compatibilidad del agente de calentamiento con la matriz, debido a las solicitaciones mecánicas elevadas a las que suelen estar sometidos este tipo de materiales.
Las soldaduras realizadas son generalmente alargadas y su longitud depende de la potencia disponible en la fuente de alimentación.

#### Calor radiante
Esta técnica de soldadura se caracteriza por realizar un calentamiento directo sobre las superficies a unir mediante radiación electromagnética. Tras alcanzar la temperatura adecuada los sustratos se unen mediante presión. 
Sus más claros representantes son la soldadura mediante infrarrojos y láser.
Estos procesos permiten mantener siempre un control fino de la temperatura de calentamiento mediante técnicas de medición muy precisas, tales como la pirometría infrarroja.
Cuando los materiales a unir están reforzados con fibra de carbono debe cuidarse la difusión de calor en la pieza, ya que son buenos conductores térmicos y, por tanto, se enfrían más rápidamente.

#### Dieléctrico y microondas
Este tipo de soldadura se realiza aplicando, sobre los dos sustratos unidos mediante presión, los campos eléctricos correspondientes. El resultado es una excitación a nivel molecular en forma de rotación de dipolos y vibración o rotación molecular.
Los materiales compuestos reforzados con fibra de carbono presentan problemas debido a la conductividad eléctrica de las fibras. Estos son más acusados cuando se emplean microondas debido a las frecuencias típicas de las mismas. Así, se observan calentamientos de las capas más externas, claros indicadores de no haberse alcanzado la entrecara de la unión. Menos problemas presenta el dieléctrico, puesto que las fibras reflejan en menor medida las ondas que se mueven en la frecuencia de este método; no obstante se necesitan unas intensidades de campo muy elevadas para obtener temperaturas suficientemente elevadas.

#### Placa caliente
El método de placa caliente o también conocido como soldadura por espejo consiste en calentar las superficies de unión poniéndolas en contacto con una placa metálica calefactada. El proceso se describe a continuación:

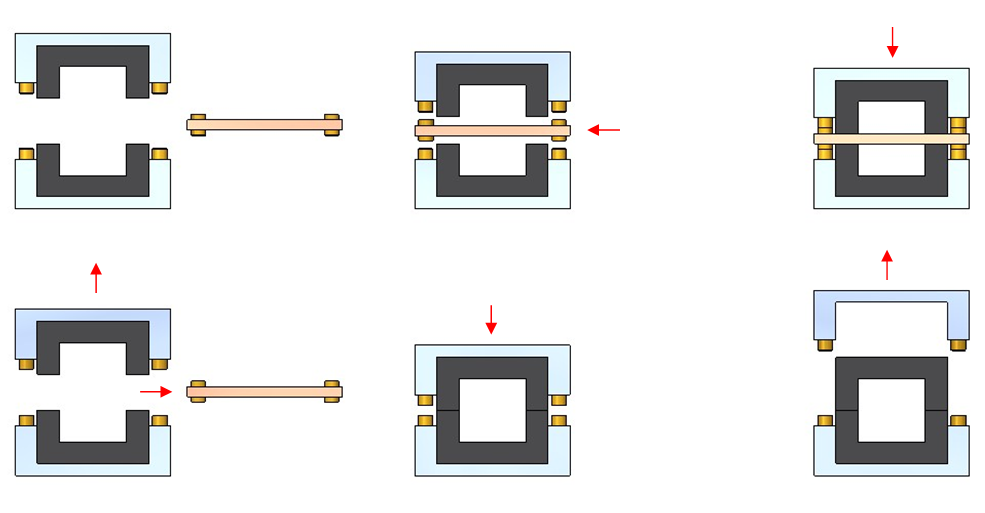
Placa caliente

Lo primero que debe hacerse es situar los sustratos a unir en sendos moldes que van a ser los encargados de transferir la presión de consolidación. Una vez enfrentados los moldes se introduce la placa entre ellos y a continuación se ponen en contacto, mediante presión, las piezas con la placa. Tras alcanzar la temperatura adecuada en las entrecaras, se separan las piezas de la placa y se extrae ésta para poner rápidamente en contacto las superficies a soldar, manteniendo la presión el tiempo que sea necesario. Por último, cuando la unión alcanza la rigidez adecuada se separa uno de los elementos de unión, quedando la pieza soldada reposando sobre el otro.
Debe tenerse en cuenta que la adhesión de las entrecaras con la placa puede causar el desalineamiento de las fibras cuando se trabaja con materiales compuestos, por lo que en estos casos el proceso hay que llevarlo a cabo con ciertos matices.

#### Gas caliente

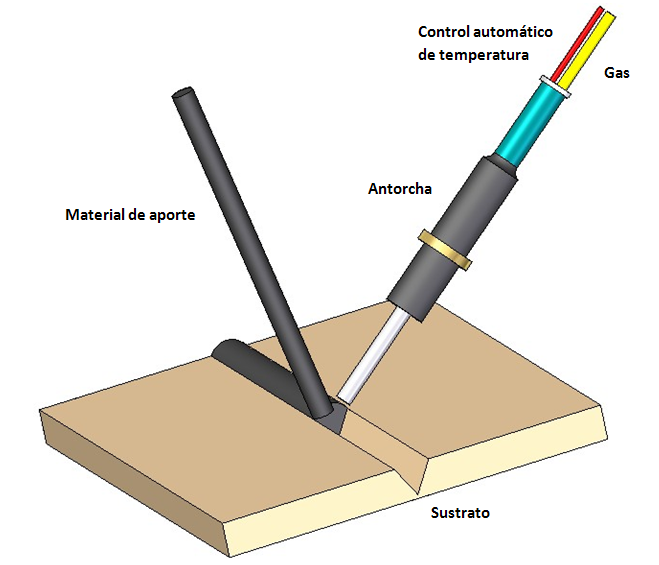
Soldadura gas caliente

La soldadura mediante gas caliente no es más que la soldadura oxiacetilénica de los metales extrapolada a los termoplásticos. El calentamiento de los sustratos se realiza, en lugar de con la llama que se empleaba en aquellos, mediante un chorro de gas a temperatura elevada. Este gas calienta a su vez la varilla de material de aporte, material que debe ser de la misma naturaleza que los sustratos a unir y que se va depositando en la unión una vez que aquí se alcanza la temperatura adecuada. 
Es una técnica de fácil aplicación y que acarrea bajos costes, mediante la que se consiguen soldaduras grandes y complejas. Estas ventajas entrañan tiempos de proceso elevados y un mal control de los parámetros, que dependen de la pericia del operario, motivo por el cual se desaconseja este tipo de soldadura para termoplásticos reforzados, ya que se antoja difícil conseguir una distribución uniforme de las fibras en la unión.